# Liste de personnalités liées à Douai

## De naissance

### XIIesiècle
- Gandor de Douai, trouvère né à Douai
- Robert de Douai Bienfaiteur - fondateur de la Sorbonne

### XIIIesiècle
- Jehan de Douay, trouvère né à Douai

### XIVesiècle
Jean Rayne en 1364 échevin de la ville de Douai victime d'une erreur judiciaire
- Jean Fabri Né à Douai[réf. nécessaire], décède à Avignon en 1390 évêque de Carcassonne et Chartres

### XVesiècle
- 1430 naissance de Guillaume Caoursin de vice-chancelier de l’Ordre de Malte,
- 1440 Naissance de Regnaud le Queux.
- 1470 Naissance de Jehan Bellegambe.

### XVIesiècle
- Début XVIe siècle André du Croquet Docteur en Théologie et prieur de l'abbaye de Hasnon
- 1516 Naissance de François Pollet Jurisconsulte
- Naissance de Jacques Lesaige à Douai mort le 11 février 1549 enterré en l'église de la Collégiale de Saint-Pierre
- 1522 Jean d'Amboise un chirurgien
- 1523 Naissance de Olivier Mannaerts prêtre jésuite
- 1529 Naissance de Jean Bologne, dit Giambologna, sculpteur maniériste flamand.
- 1540 Naissance de Jacobus Regnart, compositeur de musique († 1599).
- 1550 Naissance de Hieronymus Commelinus imprimeur
- 3 mars 1577 Naissance de Nicolas Trigault, missionnaire jésuite en Chine

### XVIIesiècle
- 1608 Turrien Lefebvre né à Douai en mars 1608 meurt le 28 juin 1672 à Douai il laisse dix ouvrages religieux tous imprimés à Douai
- 1629 Naissance d'Antoine Legrand (1629,1699) philosophe français né à Douai († le 7 août 1699 à Londres), également connu sous les noms d'Antoine Le Grand et d'Antonius le Grand, moine franciscain, missionnaire, philosophe et théologien. Il introduisit le cartésianisme en Angleterre.
- 1699 Naissance de Jean-Baptiste de Marne jésuite
- Début XVIIe, Aimé-François de Mérode

### XVIIIesiècle
- 12 janvier 1702 Naissance de Joseph Aved Peintre
- 1715 Naissance de Jean-Baptiste Lestiboudois botaniste
- 1719 Naissance de Henri-Joseph Dulaurens Écrivain
- 1729 Naissance de Antoine-Joseph Mellez, médecin, professeur à l'université de Douai et maire de Douai
- 18 octobre 1732 Naissance d'Alexandre Joseph Séraphin d'Haubersart, premier président de la Cour impériale de Douai.
- 20 janvier 1734 Naissance de Charles Alexandre de Calonne, homme politique français.
- 20 mars 1741 Eustache Jean-Marie D'Aoust (marquis d'), baron de Cuincy et autres lieux.Député des états généraux de 1789 représentant la noblesse pour la gouvernance de Douai né le 23/03/1741 à Douai décédé le 17/02/1808 à Cuincy [1]
- 29 octobre 1737 Naissance de Charles-Alexandre-Joseph de Bacquehem, marquis crée la première verrerie à Douai en 1789
- 9 avril 1743 Naissance de Jacques-Ladislas-Joseph de Calonne
- 25 octobre 1750 Naissance de Philippe-Alexandre-Louis Bommart maire de Douai
- 16 février 1752 Naissance de Nicolas-Joseph Scalfort Général Baron mort en 1833
- 20 avril 1754 Naissance de Pierre-Amé-Michel Lejosne de l'Espierre guillotiné le 11 février 1794
- 25 août 1754 Jean-Baptiste-Joseph Brelle né à Douai 1754-1819 archevêque d'Haïti
- 7 septembre 1754 Naissance de Pierre-Antoine-Samuel-Joseph Plouvain
- 30 octobre 1754 Naissance de Philippe-Antoine Merlin de Douai, député du tiers état de la gouvernance de Douai aux États généraux de 1789
- 27 novembre 1754 Naissance de Pierre-Joseph Guilmot décède le 22 juin 1834
- 5 août 1755 Naissance d'Étienne-Philippe-Marie Lejosne, député à l'Assemblée nationale mort en octobre 1841 à Santes dont il fut maire durant 10 ans.
- 4 juillet 1758 Naissance de Charles-Xavier de Francqueville d'Abancourt, dernier ministre de la guerre nommé par Louis XVI. Décédé à Versailles le 9 septembre 1792
- 18 janvier 1759 Naissance d'Albert-Marie-Auguste Bruneau de Beaumetz, député du Pas-de-Calais.
- 11 juin 1759 Naissance de Philippe Constant Joseph Briez 1759-1795
- 24 avril 1762 Naissance de Thomas Delcambre, bassoniste et compositeur
- 1763 Joseph Lesurques homme d'affaires français, guillotiné le 3 octobre 1796, victime d'une des plus célèbres erreurs judiciaires de l'histoire de France, connue sous le nom de l'Affaire du courrier de Lyon.
- 27 février 1763 Naissance de Eustache Charles d'Aoust Général
- 13 juillet 1767 Naissance de François Durutte, général de division.
- 31 décembre 1769 Naissance de Michel Silvestre Brayer, général d'Empire (nom gravé sous l'Arc de Triomphe).
- 31 décembre 1770 Naissance de Victor Joseph Delcambre, général
- 22 janvier 1771 Naissance d'Alexandre Florent Joseph d'Haubersart, pair de France
- 11 mars 1772 Naissance de Jean Edouard Henri d'Haubersart, capitaine de dragons
- 24 mai 1774 Naissance de Louis-Victor de Caux de Blacquetot ministre de la guerre
- 27 décembre 1778 Naissance de Antoine François Eugène Merlin général d'Empire
- 20 juin 1786 Naissance de Marceline Desbordes-Valmore, poétesse française.
- 8 novembre 1788 Naissance de Hippolyte-Romain-Joseph Duthillœul né à Douai 8 novembre 1788 littérateur et biographe
- 29 juillet 1790 Naissance de Nicolas Martin du Nord († le 12 mars 1847 au château de Lormoy), magistrat et homme politique français.
- 24 juin 1797 Naissance de Théophile Bra († le 2 mai 1863 à Douai), sculpteur.

### XIXesiècle
- 1800 Naissance de Ximénès Doudan, épistolier et moraliste français
- 1804 Naissance de Maurice Sidoine Storez architecte français
- 1809 Naissance de Émile-Victor-Amédée Biencourt, sculpteur français[2]
- 8 décembre 1809 Naissance de Jean-Baptiste-Joseph Willent-Bordogni, bassoniste et compositeur
- 4 avril 1819 Naissance de Félix Lambrecht politicien français
- 14 mars 1820 Naissance d'Émile Dupont-Zipcy artiste peintre français
- 1824 Naissance d'Alphonse Charles Delebecque, général, grand-croix de la Légion d'honneur
- 1830 Naissance d'Alfred Robaut, († en 1909), lithographe, collectionneur, ami et biographe de Camille Corot chez qui celui-ci séjourne à plusieurs reprises et peint en 1871 le beffroi de Douai (musée du Louvre).
- 1830 Naissance de Jules Herman, († en 1911), flûtiste et professeur de flûte au conservatoire de Lille
- 1839 Naissance d'Arthur Dutert, architecte prix de Rome en 1864
- 1841 Naissance d'Édouard Charles Marie Houssin sculpteur français
- 1843 Naissance de André-Louis-Adolphe Laoust sculpteur
- 8 février 1844 Naissance de Paul Demeny, poète et éditeur de Rimbaud, qui lui adresse sa "Seconde lettre du voyant".
- 1845 Naissance de Ferdinand Dutert, architecte prix de Rome en 1869 auteur de la Galerie des machines de l'Exposition universelle de Paris de 1889
- 1850 Naissance de Georges Demeny, frère du précédent. Il peut être considéré comme un des inventeurs du cinéma. Il fut le collaborateur d'Étienne-Jules Marey et inventa le chronophotographe.
- 20 mai 1850 Naissance d'Henri-Edmond Cross, († en 1910), de son vrai nom Henri-Edmond Delacroix, peintre post-impressionniste.
- 1855 Naissance d'Octavie Paul, artiste peintre de l'école de Barbizon, connue sous le nom d'Octavie Charles Paul Séailles.
- 7 avril 1860 Naissance d'Henri Duhem, artiste peintre, (mort à Juan-les-Pins le 24 octobre 1941)
- 18 avril 1863 Naissance de Maurice Pellé général
- 1868 Naissance de Blanche Demanche peintre
- 29 octobre 1870 Naissance d'Édouard Ducoté.
- 21 juillet 1872 Naissance de René Maxime Choquet, peintre de paysages, peintre animalier et sculpteur, mort le 6 février 1958 à Saint-Jean-de-Luz.
- 1873 Naissance de Maurice Rogerol peintre sculpteur
- 1874 Naissance de Alexandre Descatoire sculpteur français
- 8 juillet 1874 Naissance de François Jollivet-Castelot, † 22 avril 1937 à Bourganeuf. Alchimiste et hyperchimiste. Président de la Société Alchimique de France. En 1925 il affirme avoir pu créer de l'or à partir de l'argent dans son laboratoire situé 19 rue Saint Jean à Douai.
- 1877 Naissance de Henri-Émile Rogerol peintre sculpteur céramiste
- 2 avril 1877 Naissance de Jean de Vienne de Hautefeuille, premier évêque diocésain de Tientsin en Chine
- 23 août 1888, Naissance d'Antoine Pol, (mort à Seine-Port le 21 juin 1971) Poète : Auteur des Passantes mis en musique et chanté par Georges Brassens
- 1er octobre 1891, Naissance de Rémy Duhem, artiste peintre, (mort à Saint-Remy-la-Calonne le 20 juin 1915)
- 8 mai 1892 Naissance d'André Obey, († le 11 avril 1975 à Montsoreau), auteur dramatique, administrateur général de la Comédie-Française de 1945 à 1947.
- 16 mars 1893 Mawig, peintre et médecin.
- 12 septembre 1894 Naissance de Jean Bommart écrivain
- 5 juin 1897 Naissance de Michel Wibault, ingénieur et constructeur aéronautique, pionnier de la construction aéronautique métallique et des avions à décollage vertical.
- Le mathématicien Louis-Félix Painvin (1826-1875) est natif de Malesherbes. Agrégé de mathématiques en 1859, il a essentiellement professé au lycée de Douai. Plus tard, en 1872, il remplace Gaston Darboux au lycée Louis Le Grand. Voir Verdier Norbert, Le Journal de Liouville et la presse de son temps : une entreprise d’édition et de circulation des mathématiques au XIXe siècle (1824 – 1885), thèse de doctorat de l’université Paris-Sud 11, sous la direction de Hélène Gispert, 2009 (Chapitre 14).

### XXesiècle
- 20 janvier 1902 Robert Louis, spécialiste de l'Héraldique
- 18 août 1908 Albert Bouquillon, († en janvier 1997), sculpteur.
- 23 janvier 1911 Michel Warlop, violoniste de jazz, enfant de la "Pâtisserie Warlop". Il a joué et enregistré avec Django Reinhardt et Stéphane Grappelli.
- 3 août 1920 René Lesecq, Compagnon de la Libération
- 20 décembre 1920 Jacques Douai († le 7 août 2004 à Paris), chanteur.
- 11 septembre 1921 Georges Hage, homme politique français.
- 18 janvier 1923, Robert Bouquillon, artiste peintre.
- 9 juin 1923 Robert Boyaval, († le 28 juillet 2002), poète d'expression picarde.
- 13 juin 1924 César Ruminski, footballeur
- 24 juin 1929 Jean-Claude Darnal, auteur-compositeur interprète et écrivain mort à Ballainvilliers le 12 avril 2011.
- 1er décembre 1936 André Warusfel, mathématicien
- 21 janvier 1937 Christian de Chalonge, réalisateur.
- 18 septembre 1946 Pierre Ceyrac, homme politique français.
- 4 juin 1953 Guy Allix, poète
- 9 juillet 1953 Michel Vampouille, homme politique
- 1956 Christian Edziré Déquesnes, chanteur, revuiste et poète français d'expression picarde.
- 17 décembre 1956 Christine Muller, artiste peintre Nouvelle figuration
- 9 mars 1957 Alain-Jacques Tornare, historien franco-suisse.
- 22 juin 1958 Jacques Bonnaffé, acteur.
- 27 décembre 1959 Philippe Depienne, sculpteur.
- 12 novembre 1960 Jacky Hénin, ancien maire de Calais, député européen.
- 10 janvier 1961 Yannick Hornez, auteur, clown, chroniqueur gastronomique.
- 1963 Naissance de Bertrand Desprez, photographe.
- 21 janvier 1964 Franck Pajonkowski, hockeyeur
- 3 février 1964 Corinne Masiero, actrice.
- 20 octobre 1966 Éric Hérenguel, scénariste et dessinateur de bande dessinée.
- 17 mars 1968 Chaynesse Khirouni, présidente du conseil départemental de Meurthe-et-Moselle.
- 27 février 1973 Didier Super, de son vrai nom Olivier Haudegond, comédien, humoriste et musicien.
- 8 août 1977 Romain Pitau, footballeur
- 18 avril 1979 Hugues Duquesne, humoriste
- 1982, Damien David, Grand Prix Georges Charpak 2012 pour ses travaux sur les phénomènes de convection en grande cavité ventilée à changement de phase.
- Fabrice Radkowski, champion du monde de culturisme 2007

## Liés à Douai sans y être nés

### XVIIesiècle
- 1613 décès à Douai de Guillaume Estius (1542-1613) théologien
- 1638 décès à Douai de Florence de Verquigneul (1559 - 1638), religieuse bénédictine
- 1640 décès à Douai le 5 septembre de Louis de Haynin écrivain belgeois
- 1671 décès à Douai le 6 décembre de Philippe Petit (Dominicain) fondateur du couvent de Saint Thomas d'Aquin

### XVIIIesiècle
- 1726 Pierre Joseph Simon de Maibelle, (1725-1795), professeur de droit, délégué pour le tiers état du bailliage de Douai aux États-Généraux.
- 1741 Charles-Alexandre-Joseph Caullet peintre-professeur de l'académie de Douai durant 50 ans
- 1750 Louis-Désiré-Joseph Bonnaire, maire de Douai
- 1754 Philippe-Antoine Merlin de Douai, homme politique et académicien.
- 1754 Claude-Louis-Samson Michel (1754-1814) procureur-général à Douai
- 1758 Henri-Joseph Blanquart de Bailleul à Douai en 1816 en qualité de procureur général près la Cour royale puis en 1827 premier président honoraire près la même Cour.
- 1761 Régis Merlin de Beaugrenier (1761-1840), militaire et homme politique né à Douai, député du Nord.
- 1768 Antoine-Joseph Moneuse (Marly 1768 - 1798), dit Capitaine Moneuse ; chauffeur, brigand de grand chemin français, guillotiné sur la place de Douai le 18 juin 1798. Moneuse un chef de bandits sous le directoire
- 1769 Hilaire Ledru (1769-1840) artiste
- 1770 Philippe-Jacques-Joseph Gautier d'Agoty né à Lille (1770-1826) industriel douaisien
- 1778 Nicolas-Joseph Gérin (Ciply vers 1778 - 1798), lieutenant d'Antoine-Joseph Moneuse guillotiné en même temps que son chef.
- 1775 François Vidocq (Arras 1775 - Paris 1857, s'évada de la prison en plongeant dans le canal par une fenêtre. Repris, il est condamné en 1797 par le tribunal criminel de Douai au bagne.
- 1777 Becquet de Mégille né à Lille le 13 janvier 1777 ancien maire de Douai et sous-préfet [3]
- 1786 John Francis Wade (1711-1786) décède à Douai le 16 aout professe au collège anglais
- 1793 Guillaume Boivin de la Martiniére(1745 à Vire-1820 à Rully (Calvados) ) général commande l'arsenal de Douai
- 1798 Nicolas-Joseph Gérin (1178-1798) brigand de grand chemin décède à Douai le 18 juin
- 1798 Antoine-Joseph Moneuse (1768-1798), brigand de grand chemin décède à Douai le 18 juin,
- François Claude Joachim Faultrier de l'Orme commandant du régiment d'artillerie de Douai ;nom inscrit sur l'arc de triomphe de l'étoile
- Alexandre d'Haubersart (1732-1823), magistrat et homme politique
- 1799 Honoré de Balzac (20 mai 1799 à Tours - † Paris le 18 août 1850 ). Ami et admirateur de Marceline Desbordes-Valmore. L'écrivain situe à Douai, dans une période qui va de 1810 à 1832, son roman La Recherche de l'absolu, publié en 1834, dans les Études philosophiques de la Comédie humaine.Marceline Desbordes-Valmore lui a apporté beaucoup de détails et d'anecdotes sur la vie des habitants de cette ville qu'elle connaissait « de l'intérieur ».
- Le peintre Charles-Alexandre-Joseph Caullet habitait Rue du vieux-gouvernement à Douai, lorsque le régiment d'artillerie de La Fère vint tenir garnison du 17 octobre 1786[4] au 18 octobre 1787[5],[6].
- Napoléon Bonaparte alors lieutenant d'artillerie au 16e régiment de La Fère, prenait chaque année un congé de semestre après l'inspection générale. Les sources sont contradictoires sur la possibilité qu'il ait séjourné à Douai en octobre 1787, après son retour d'Ajaccio. Selon Tulard sa présence dans la ville n'a pu avoir lieu qu'au début d'octobre, jusqu'au 18, jour où le régiment quittait la ville pour une autre garnison[7]. La Revue du Nord donne comme indication, que Bonaparte aurait séjourné au 30 de la rue Saint-Éloi une nuit, et prit une chambre au 26 de la rue du clocher Saint-Pierre, information considérée comme douteuse et fantaisiste par Masson et Tulard et ne reposant sur aucune source[8]. Masson précise qu'aucun document n'atteste de la présence certaine de Bonaparte à Douai[9].

### XIXesiècle
- 1803 : Nomination de Pierre, baron Arborio-Biamino (29 mars 1767 - Verceil (Piémont) † 14 août 1811 - Bruges) comme sous-préfet de Douai ;
- 7 août 1803 - Dunkerque[10] Naissance d'Alexandre Auguste d'Haubersart, député du Nord
- 1807 décès de Henri Louis Joseph Cochet homme politique
- 1819 décès de Pierre-Onésime Adnès mécanicien
- 1820 décès de Simon-Onésime Adnès mécanicien
- 1829 Charles Bourseul (° en 1829 à Bruxelles - † à Saint-Céré en 1863), a vécu à Douai dans sa jeunesse. C'est l'inventeur français du téléphone.
- Edmond Jaspar (1834-1919), prélat de la Maison de Sa Sainteté le pape Pie X
- 1870 Séjour d'Arthur Rimbaud
- Alexandre Descatoire (1874-1949), sculpteur douaisien, président de l'Académie des Beaux-arts en 1944 dont il est élu membre en 1939. Il reçoit le second Grand Prix de Rome en 1902 avec "Ulysse naufragé".
- 1878 décès de Louis François Chappuy, entrepreneur français
- Naissance de Louis Charles Breguet (2 janvier 1880) et Jacques Eugène Henri Breguet [11](23 avril 1881-20 mars 1939) [12] à Paris, ingénieurs et constructeurs aéronautiques, dirigeants de la Maison Breguet à Douai et de la Société anonyme des ateliers d’aviation Louis Breguet, installée à Douai de 1911 à 1914. Ces deux frères ont conçu et expérimenté dans l'usine familiale de Douai et sur le Champ d'aviation de la Brayelle des aéroplanes et notamment le fameux gyroplane, ancêtre de l'hélicoptère.

### XXesiècle
- Albert Bouquillon (1908-1997), sculpteur né à Douai et élève de Alexandre Descatoire, il obtient le premier Grand Prix de Rome en 1934 et a de nombreuses commandes publiques.
- 1916 Henri Dutilleux, compositeur, d'une famille originaire de Douai, né à Angers le 22 janvier 1916 du fait des aléas de la guerre. Il est le petit-fils du peintre Constant Dutilleux, ami de Delacroix. Très tôt, ses parents encouragent ses premiers élans et le confient en 1924 à Victor Gallois, directeur du conservatoire du Douai, qui lui enseigne l'harmonie et le contrepoint en plus des cours de piano et de solfège.
- 1918 Marie Duhem, artiste peintre, né le 18 mars 1871 à Guemps et morte à Douai le 9 juillet 1918.
- 1918 Louis Nottéghem, aviateur, famille douaisienne, né en évacuation. Décès en 2001.
- 1920 Jack Diéval, musicien de jazz.
- 1924 Georges Prêtre, chef d'orchestre, né le 14 août 1924 à Waziers, ancien élève du Conservatoire de Douai[13]
- 1932 Edmond Miniac, avocat général à Douai, futur avocat général à la Cour de cassation.
- 1944 Suzanne Lanoy (1913-1944) enseignante et résistante a vécu à Douai et y est morte sous la torture, dans les caves de la Gestapo
- 1966 Georges Sarazin, né le 17 février 1905 à Aniche (Nord) et décédé le 30 janvier 1966 à Douai, est un homme politique français.
- 1977 Jérôme Carrein mort à Douai le 23 juin 1977 avant-dernier guillotiné en France.